# Unité urbaine de Neuves-Maisons
L'unité urbaine de Neuves-Maisons est une agglomération française centrée sur la commune de Neuves-Maisons, en Meurthe-et-Moselle, dans la région Grand Est.

## Données générales
Dans le zonage réalisé par l'Insee en 1999, l'unité urbaine n'existait pas et six des communes qui la composent à partir de 2010 faisaient partie de l'unité urbaine de Nancy.
Dans le zonage réalisé en 2010, l'unité urbaine était composée de sept communes, dont six issues de l'unité urbaine de Nancy et une ancienne commune rurale.
Dans le nouveau zonage réalisé en 2020, elle est composée des sept mêmes communes.
En 2022, avec 17 523 habitants, elle représente la 7e unité urbaine du département de Meurthe-et-Moselle et occupe le 37e rang dans la région Grand Est.
En 2022, sa densité de population s'élève à 346 hab/km2. Par sa superficie, elle représente 0,96 % du territoire départemental et, par sa population, elle regroupe 2,39 % de la population du département de Meurthe-et-Moselle.

## Composition 2020 de l'unité urbaine
Elle est composée des sept communes suivantes :
| Nom                           | Code Insee | Département        | Statut       | Superficie (km2) | Population (dernière pop. légale) | Densité (hab./km2) | Modifier                                    |
| ----------------------------- | ---------- | ------------------ | ------------ | ---------------- | --------------------------------- | ------------------ | ------------------------------------------- |
| Neuves-Maisons (ville-centre) | 54397      | Meurthe-et-Moselle | ville-centre | 4,44             | 6 572 (2022)                      | 1 480              | modifier les données · modifier les données |
| Bainville-sur-Madon           | 54043      | Meurthe-et-Moselle | banlieue     | 5,88             | 1 443 (2022)                      | 245                | modifier les données · modifier les données |
| Chaligny                      | 54111      | Meurthe-et-Moselle | banlieue     | 13,32            | 2 756 (2022)                      | 207                | modifier les données · modifier les données |
| Chavigny                      | 54123      | Meurthe-et-Moselle | banlieue     | 6,69             | 1 686 (2022)                      | 252                | modifier les données · modifier les données |
| Méréville                     | 54364      | Meurthe-et-Moselle | banlieue     | 8,43             | 1 288 (2022)                      | 153                | modifier les données · modifier les données |
| Messein                       | 54366      | Meurthe-et-Moselle | banlieue     | 5,14             | 1 994 (2022)                      | 388                | modifier les données · modifier les données |
| Pont-Saint-Vincent            | 54432      | Meurthe-et-Moselle | banlieue     | 6,66             | 1 784 (2022)                      | 268                | modifier les données · modifier les données |

## Évolution démographique
| 1968   | 1975   | 1982   | 1990   | 1999   | 2010   | 2015   | 2022   |
| ------ | ------ | ------ | ------ | ------ | ------ | ------ | ------ |
| 15 675 | 16 470 | 17 034 | 16 750 | 17 472 | 18 535 | 18 202 | 17 523 |

#### Données générales
- Unité urbaine en France
- Aire d'attraction d'une ville
- Liste des unités urbaines de France

#### Données démographiques en rapport avec l'unité urbaine de Neuves-Maisons
- Aire d'attraction de Nancy
- Arrondissement de Nancy

#### Données démographiques en rapport avec la Meurthe-et-Moselle
- Démographie de Meurthe-et-Moselle